# Пасковщина
Пасковщи́на (укр. Пасківщина) — село, входит в Згуровскую поселковую общину Броварского района Киевской области Украины. До 2020 года входило в состав Згуровского района.
Население по переписи 2001 года составляло 756 человек. Почтовый индекс — 07630. Телефонный код — 4570. Занимает площадь 3,347 км². Код КОАТУУ — 3221984901.

## Местный совет
07630, Київська обл., Згурівський р-н, с. Пасківщина, вул. Леніна, 3

## История
Деревня была приписана к Успенской церкви в Старой Оржице.
Деревня есть на карте 1812 года как Насковщина, скорее всего ошибка французских гравёров которые копировали русскую карту, вышедшую из типографии в 1816 году. Что вызывает сомнение, как копировали в 1812 году карту, которая выйдет в 1816 году?
С 1894 года своя Васильевская церковь приписана к Успенской церкви в Старой Оржице.